# Francis
Francis ist als eine Variante von Franciscus ein männlicher, sehr selten auch weiblicher Vorname lateinischer Herkunft, der auch als Familienname vorkommt. Eine Kurzform des Vornamens ist Fran.

## Namensträger

### Männlicher Vorname
- Francis Amuzu (* 1999), ghanaisch-belgischer Fußballspieler
- Francis André (1909–1946), französischer Milizionär
- Francis Arinze (* 1932), nigerianischer Geistlicher, Erzbischof von Onitsha
- Francis Asbury (1745–1816), US-amerikanischer methodistischer Bischof
- Francis Atterbury (1663–1732), britischer Bischof von Rochester
- Francis Ayume (1940–2004), ugandischer Jurist
- Francis Bacon (1561–1626), englischer Philosoph
- Francis Bacon (1909–1992), irischer Maler
- Francis Bertrand (1937–1994), belgischer Comiczeichner
- Francis Birch (1903–1992), US-amerikanischer Geophysiker
- Francis Birch (1889–1956), britischer Filmschauspieler, Pantomime und Kryptoanalytiker
- Francis Bott (1904–1998), deutscher Maler
- Francis Brooks (1924–2010), britischer Bischof
- Francis Buchholz (* 1954), deutscher Rockmusiker und Komponist
- Francis Collins (* 1950), US-amerikanischer Genetiker
- Francis Ford Coppola (* 1939), US-amerikanischer Regisseur und Produzent
- Francis Drake (1540–1596), britischer Seefahrer
- Francis Dubreuil (1842–1916), französischer Rosenzüchter
- Francis Durbridge (1912–1998), britischer Schriftsteller
- Francis Edward Faragoh (1895–1966), US-amerikanischer Drehbuchautor und Schriftsteller
- Francis Franck (* 1970), französischer Handballspieler
- Francis Fulton-Smith (* 1966), deutsch-britischer Schauspieler
- Francis Aidan Gasquet (1846–1929), britischer Kardinal
- Francis Gérard-Kumleben (1901–1974), deutsch-französischer Journalist und Aktivist
- Francis Hofstein (* 1937), französischer Psychoanalytiker und Jazzautor
- Francis Jager (1869–1941), slowenisch-US-amerikanischer Geistlicher, Apidologe, Agronom, Hochschullehrer, Imker und Gärtner
- Francis Jennings (1918–2000), US-amerikanischer Historiker
- Francis Lai (1932–2018), französischer Komponist und Akkordeonist
- Francis Lee (1944–2023), englischer Fußballspieler
- Francis Lessard (* 1979), kanadischer Eishockeyspieler
- Francis Long, geboren als Franz Joseph Lang (1852–1916), deutsch-US-amerikanischer Polarforscher und Meteorologe
- Francis Matthews (1927–2014), britischer Schauspieler
- Francis Henry May (1860–1922), britischer Kolonialbeamter, Gouverneur von Fidschi und Hongkong
- Francis Meilland (1912–1958), französischer Rosenzüchter
- Francis Muthaura (* 1946), kenianischer Beamter und Politiker
- Francis Nenik (* 1981), deutscher Schriftsteller und Publizist
- Francis Rossi (* 1949), britischer Musiker
- Francis Sejersted (1936–2015), norwegischer Historiker
- Francis Amasa Walker (1840–1897), US-amerikanischer Statistiker
- Francis Mansour Zayek (1920–2010), US-amerikanischer Erzbischof

### Familienname

#### A
- A. J. Francis (Anthony Joseph Francis; * 1990), US-amerikanischer Footballspieler
- Alec B. Francis (1867–1934), US-amerikanischer Schauspieler und Stummfilmregisseur
- Alice Francis, deutsche Sängerin
- Alun Francis (* 1943), britischer Dirigent
- Alwin Francis (* 1987), indischer Badmintonspieler
- Amy Price-Francis (* 1975), kanadische Schauspielerin
- André Francis (1925–2019), französischer Musikjournalist und Jazzproduzent
- Andrew Francis (1946–2017), pakistanischer Geistlicher, römisch-katholischer Bischof von Multan
- Andrew Francis (Schauspieler) (* 1985), kanadischer Schauspieler, Synchronsprecher und Filmproduzent
- Anne Francis (1930–2011), US-amerikanische Filmschauspielerin
- Anne Francis Bayless, US-amerikanische Cellistin
- Arlene Francis (1907–2001), US-amerikanische Schauspielerin

#### B
- Bev Francis (* 1955), australische Kugelstoßerin
- Bob Francis (* 1958), kanadischer Eishockeyspieler und -trainer
- Brooke Francis (* 1995), neuseeländische Ruderin

#### C
- Cecilia Francis (* 1996), nigerianische Sprinterin
- Cedric Francis (1915–2003), US-amerikanisch-britischer Filmproduzent
- Charles S. Francis (1853–1911), US-amerikanischer Journalist und Diplomat
- Charlie Francis (1948–2010), kanadischer Leichtathlet und Leichtathletiktrainer
- Cliff Francis (1915–1961), walisischer Fußballspieler
- Clive Francis (* 1946), britischer Schauspieler
- Connie Francis (1937–2025), US-amerikanische Popsängerin

#### D
- Daniel Francis (* 1991), deutscher Sänger und Songwriter, siehe Daniel Siegert
- Daniel Francis (Fußballspieler) (* 2002), sierra-leonischer Fußballspieler
- Daniel Francis (Schauspieler), englischer Schauspieler
- David Francis (Kurator) (* 1935), britischer Filmarchivar und Kurator
- David Francis (Politiker), sierra-leonischer Politiker und Minister
- David Francis (Schriftsteller) (* 1958), australischer Schriftsteller
- David Francis (Schauspieler), Schauspieler
- David Albert Francis, bekannt als Panama Francis (1918–2001), US-amerikanischer Jazz-Schlagzeuger
- David Rowland Francis (1850–1927), US-amerikanischer Politiker
- Dean Francis (1974–2018), britischer Boxer
- Defari Francis (* 2005), anguillanischer Fußballspieler
- Delani Francis (* 2006), anguillanischer Fußballspieler
- Demar Francis (* 2001), jamaikanischer Sprinter
- Dennis Francis (* 1956), Diplomat aus Trinidad und Tobago, amtierender Präsident der Generalversammlung der Vereinten Nationen
- Derek Francis (1923–1984), britischer Schauspieler
- Diane Francis (Journalistin) (* 1946), kanadische Journalistin
- Diane Francis (Leichtathletin) (* 1968), Sprinterin von St. Kitts und Nevis
- Dick Francis (1920–2010), britischer Autor und Jockey
- Dillon Francis (* 1987), US-amerikanischer DJ und Musikproduzent
- Don Francis (* 1942), US-amerikanischer Epidemiologe
- Don Francis (Entertainer), deutscher Partyveranstalter und Entertainer

#### E
- E. Lee Francis (1913–2001), US-amerikanischer Politiker
- Edward Francis (Mediziner) (1872–1957), US-amerikanischer Mediziner
- Edward Francis (Bischof) (1930–2017), indischer Geistlicher, römisch-katholischer Bischof von Sivagangai
- Elizabeth Francis (1909–2024), US-amerikanische Supercentenarian
- Elricia Francis (* 1975), Leichtathletin von St. Kitts und Nevis
- Emerich K. Francis (1906–1994), österreichisch-US-amerikanischer Soziologe
- Emile Francis (1926–2022), kanadischer Eishockeyspieler, -trainer und -funktionär
- Ève Francis (1886–1980), französisch-belgische Schauspielerin

#### F
- Freddie Francis (1917–2007), britischer Kameramann und Regisseur
- Frederick Francis (Politiker, 1845) (1845–1895), kanadischer Politiker, Mitglied der Legislativversammlung von Manitoba (1888)
- Frederick Francis (Politiker, 1881) (1881–1949), australischer Politiker, Mitglied im Australischen Repräsentantenhaus (1919–1925)

#### G
- Genie Francis (* 1962), US-amerikanische Schauspielerin
- George B. Francis (1883–1967), US-amerikanischer Jurist und Politiker
- Gerry Francis (* 1951), englischer Fußballspieler und -trainer
- Gidson Francis (* 1999), vincentischer Fußballspieler
- Greg Francis (1974–2023), kanadischer Basketballspieler und -trainer

#### H
- H. G. Francis (Hans Gerhard Franciskowsky; 1936–2011), deutscher Buch- und Hörspielautor
- Hazelyn Francis (* 1939), Politikerin in Antigua und Barbuda
- Herb Francis (1940–1988), US-amerikanischer Radsportler
- Hywel Francis (1946–2021), walisischer Politiker, Abgeordneter des Unterhauses des Vereinigten Königreichs

#### J
- Jamal Francis (* 1993), Fußballspieler aus St. Kitts und Nevis
- James Francis (Politiker) (1819–1884), australischer Politiker
- James Francis (Footballspieler) (* 1968), US-amerikanischer American-Football-Spieler
- James Francis (Fußballtrainer) (* 1982), englischer Fußballtrainer
- James B. Francis (1815–1892), britisch-US-amerikanischer Ingenieur
- Javon Francis (* 1994), jamaikanischer Leichtathlet
- Jermaine Francis (* 2002), grenadischer Fußballspieler
- Jevon Francis (* 1983), Fußballspieler von St. Kitts und Nevis
- John Francis (Bildhauer) (1780–1861), englischer Bildhauer
- John Francis (Bushranger) (1825–??), australischer Bushranger
- John Francis (Boxer) (* 1965), indischer Boxer
- John Francis (Mathematiker), US-amerikanischer Mathematiker
- John Brown Francis (1791–1864), US-amerikanischer Politiker (Rhode Island)
- John G. F. Francis (* 1934), britischer Informatiker
- John M. Francis (1823–1897), US-amerikanischer Diplomat
- Jordan Francis (* 1992), kanadischer Rapper, Komponist und Schauspieler.
- Joseph Francis (1801–1893), US-amerikanischer Erfinder und Bootsbauer

#### K
- Karl Francis (Regisseur) (* 1943), britischer Regisseur, Drehbuchautor und Produzent
- Karl Francis, bekannt als Dillinja (* 1975), britischer DJ und Produzent
- Kay Francis (1905–1968), US-amerikanische Schauspielerin
- Kemi Francis-Petersen (* 1993), nigerianische Siebenkämpferin und Hürdenläuferin
- Kevin Francis (Fußballspieler, 1967) (* 1967), englischer Fußballspieler, international für St. Kitts und Nevis
- Kevin Francis (Skirennläufer) (* 1982), US-amerikanischer Skirennläufer
- Kevin Francis (Fußballspieler, 1994) (* 1994), vincentischer Fußballspieler
- Kirk Francis (* 1947), US-amerikanischer Tontechniker

#### L
- Lauren Francis, britische Opernsängerin (Sopran)
- Leslie Francis (* 1956), südafrikanischer Dartspieler
- Lionel Francis (* 1964), antiguanischer Boxer

#### M
- Malique Francis (* 2008), antiguanischer Speerwerfer
- Mark Francis (Maler) (* 1962), britischer Maler
- Mark Francis (Komponist), US-amerikanischer Komponist
- Mark Francis (Fußballspieler), englisch-amerikanischer Fußballspieler
- Mark Lewis-Francis (* 1982), britischer Leichtathlet
- Mathews Kunnepurayidom Francis (* 1944), indischer Geistlicher
- Mayann Francis, kanadische Menschenrechtlerin
- Melissa Francis (* 1972), US-amerikanische Schauspielerin
- Melody Francis (* 1988), australische Squashspielerin
- Michael Kpakala Francis (1936–2013), liberianischer Geistlicher, Erzbischof von Monrovia
- Midori Francis (* 1994), US-amerikanische Schauspielerin
- Miguel Francis (* 1995), antiguanisch-britischer Leichtathlet
- Mike Francis (1961–2009), italienischer Sänger und Komponist
- Moni Francis, deutsche Singer-Songwriterin, Musikern und Kabarettistin

#### N
- Nathaniel Francis, Politiker der Turks- und Caicosinseln
- Neil Francis (* 1964), irischer Rugby-Union-Spieler
- Noel Francis (1906–1959), US-amerikanische Schauspielerin
- Novelle Francis (Politiker) (Novelle E. Francis Jr.), US-amerikanischer Politiker
- Novelle Francis (Fußballspieler) (Novelle Francis Jr., * 1993), antiguanischer Fußballspieler

#### P
- Pádraig Francis, irischer Diplomat
- Panama Francis (David Albert Francis; 1918–2001), US-amerikanischer Jazz-Schlagzeuger
- Paul Francis, eigentlicher Name von Sage Francis (* 1976), US-amerikanischer Hip-Hop-Musiker
- Paul Francis (Informatiker), US-amerikanisch-deutscher Informatiker
- Peter Francis (* 1936), kenianischer Mittelstreckenläufer
- Peter Francis (Szenenbildner) (* 1965), britischer Szenenbildner und Artdirector
- Phyllis Francis (* 1992), US-amerikanische Sprinterin
- Piers Francis (* 1990), englischer Rugby-Union-Spieler

#### R
- Raheem Francis (* 1996), Fußballspieler von St. Kitts und Nevis
- Ranganathan Francis (1920–1975), indischer Hockeyspieler
- Richard Francis-Bruce (* 1948), australischer Filmeditor
- Rimona Francis, israelische Jazzmusikerin
- Robert Francis (Dichter) (1901–1987), US-amerikanischer Dichter
- Robert Francis (Autor) (1909–1946), französischer Schriftsteller
- Robert Francis (Schauspieler) (1930–1955), US-amerikanischer Schauspieler
- Robert Francis (Filmeditor), US-amerikanischer Filmeditor
- Robert Francis (Musiker) (* 1987), US-amerikanischer Folkrock-Musiker
- Ron Francis (* 1963), kanadischer Eishockeyspieler

#### S
- Sage Francis (* 1976), US-amerikanischer Rapper
- Sam Francis (Maler) (1923–1994), US-amerikanischer Maler und Grafiker
- Sam Francis (Leichtathlet) (1913–2002), US-amerikanischer Kugelstoßer und American-Football-Spieler
- Samuel Francis (* 1987), katarischer Sprinter nigerianischer Herkunft
- Sebastian Francis (* 1951), malaysischer Geistlicher, Bischof von Penang, Kardinal
- Shaun Francis (* 1986), jamaikanischer Fußballspieler
- Sherin Francis (* 1984), Geschäftsfrau und Funktionärin in den Seychellen
- Shingo Francis (* 1969), US-amerikanischer Maler
- Simon Francis (* 1985), englischer Fußballspieler
- Sophie Francis (* 1998), niederländische Musikproduzentin und DJ im Bereich der elektronischen Tanzmusik
- Steve Francis (* 1977), US-amerikanischer Basketballspieler

#### T
- Thomas Francis junior (1900–1969), US-amerikanischer Arzt, Virologe und Epidemiologe
- Tim Francis (1928–2016), neuseeländischer Diplomat
- Tomas Francis (* 1992), walisischer Rugby-Union-Spieler
- Trevor Francis (1954–2023), englischer Fußballspieler und -trainer

#### W
- Waylon Francis (* 1990), costa-ricanischer Fußballspieler
- Wil Francis (* 1982), US-amerikanischer Musiker
- William B. Francis (1860–1954), US-amerikanischer Politiker
- Willie Francis (1929–1947), US-amerikanischer zeitweiser Überlebender einer amtlichen Exekution

#### Z
- Zaine Francis-Angol (* 1993), antiguanischer Fußballspieler